# Hidromorfismo

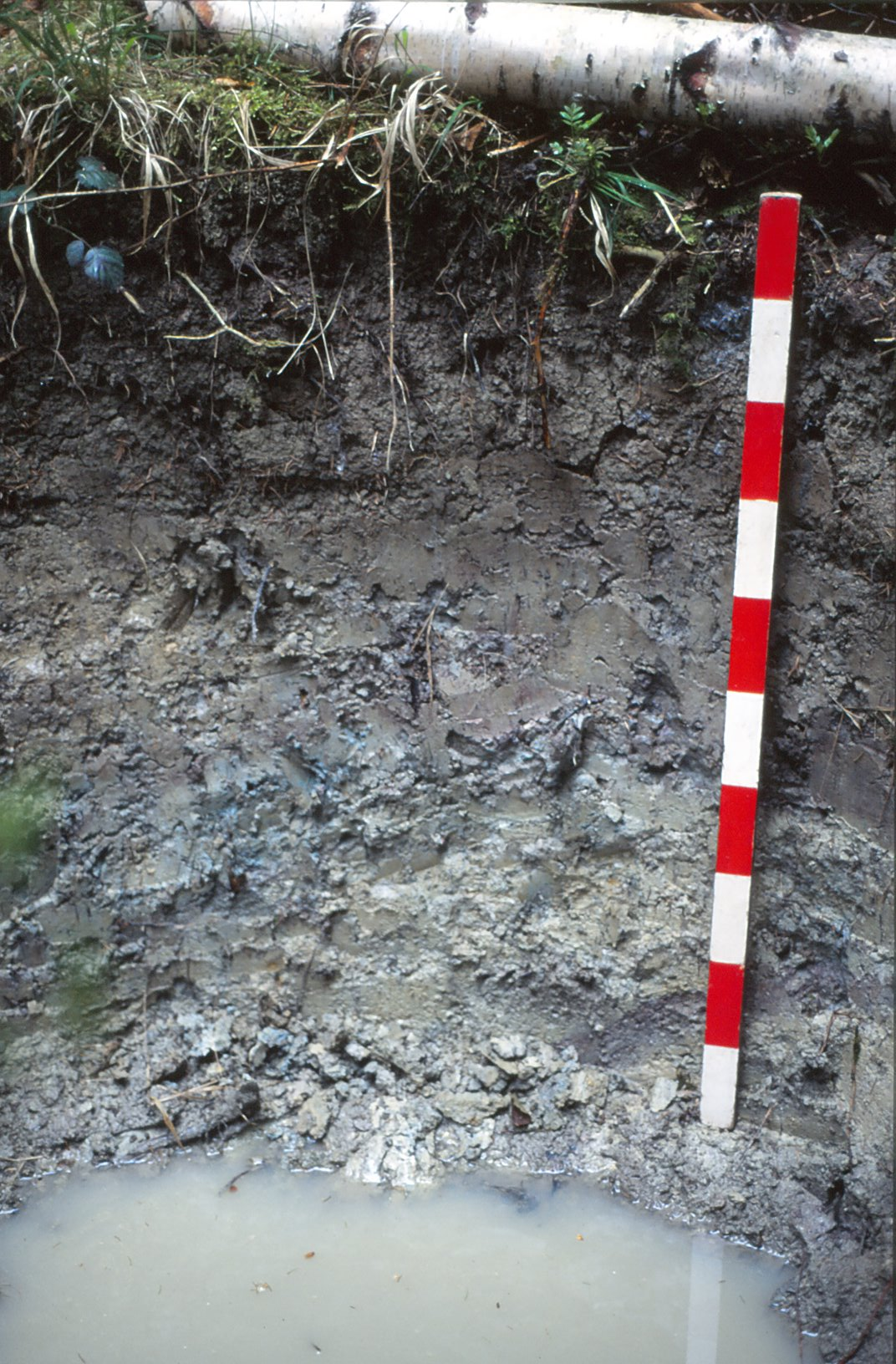
Um solo hidromórfico (pseudogley com horizontes Ah-Sw-Skw-Sd) em argila de loess na região de Dinkelberg, Südschwarzwald.

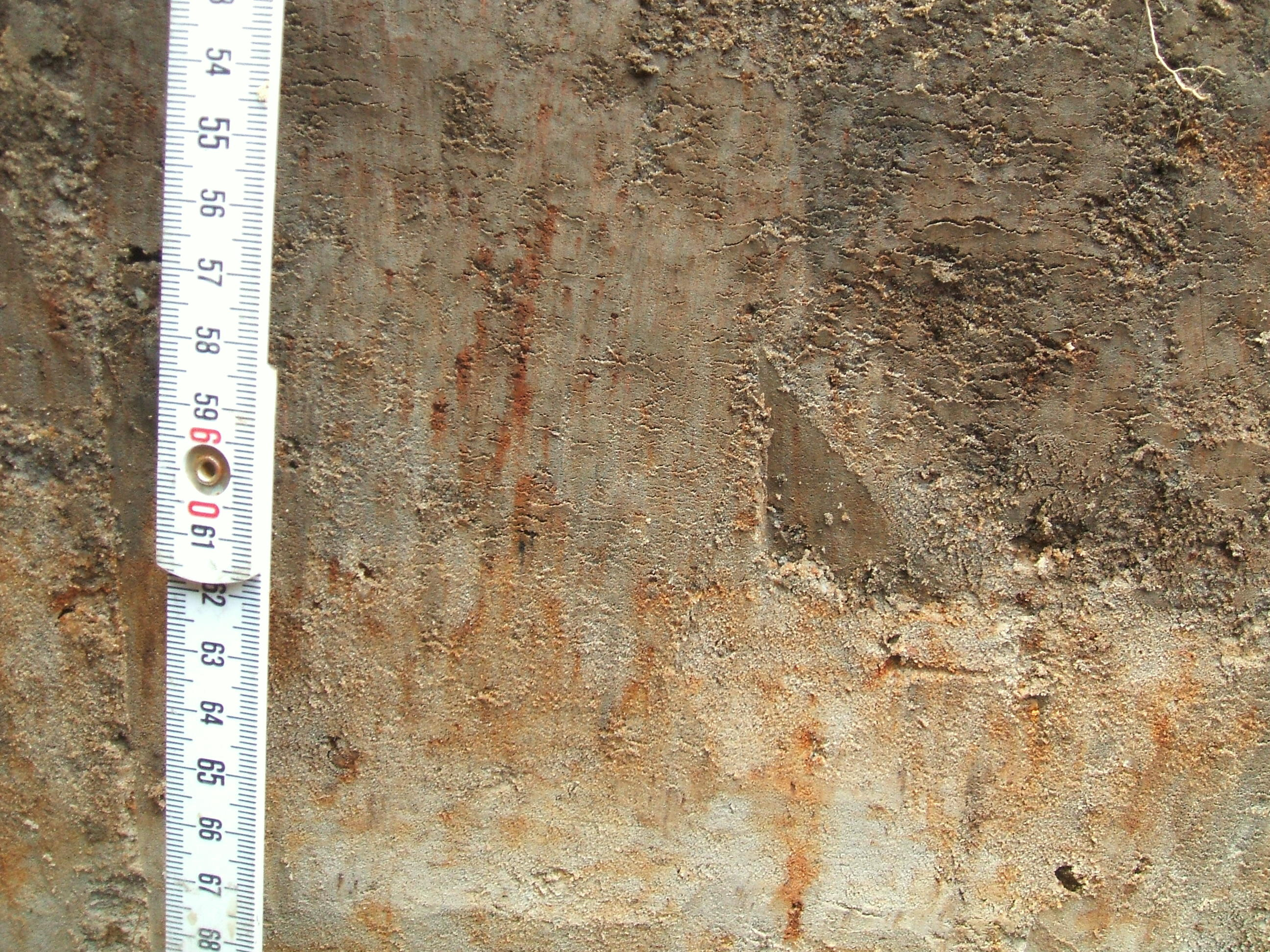
Hidromorfismo num solo (solo marmoreado) a uma profundidade de cerca de 60 cm.

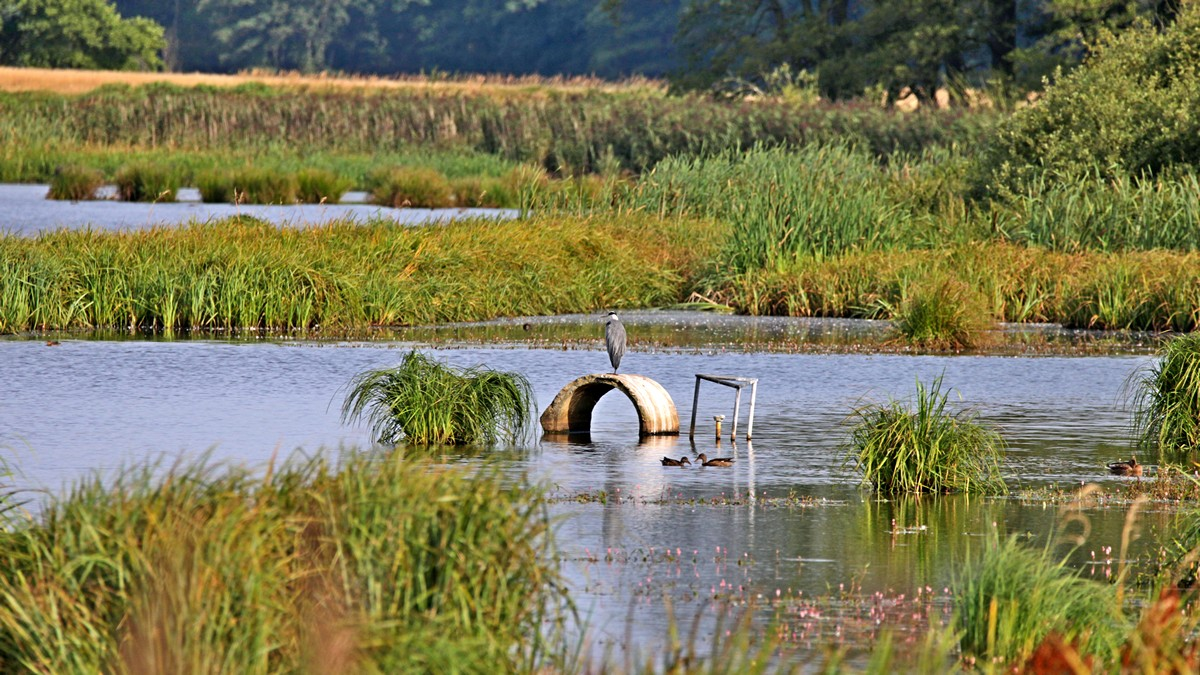
Solos encharcados na zona de Elde, perto de Kieve no Mecklenburg.

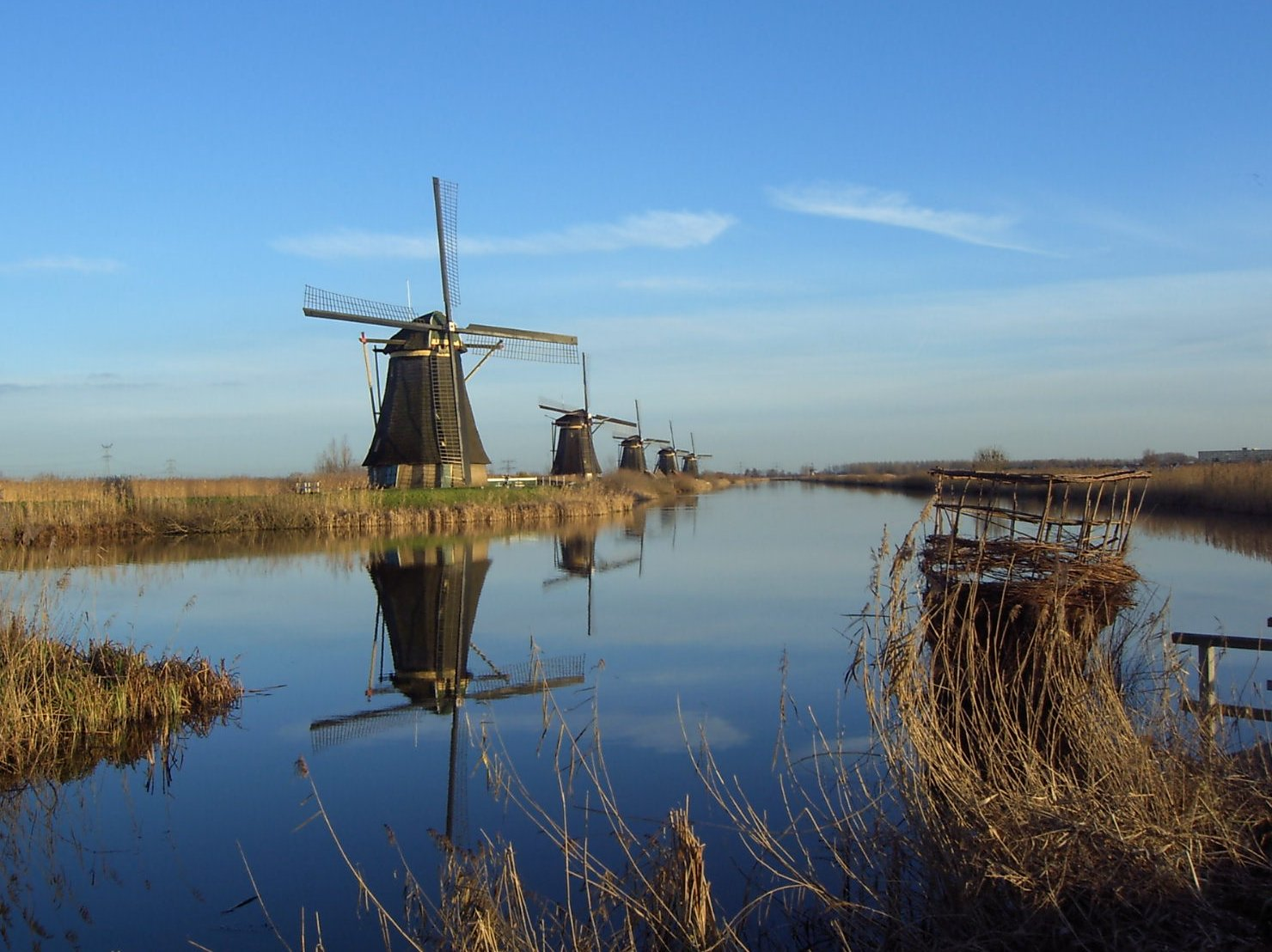
Antigos moinhos de vento neerlandeses utilizados para bombear água para o rio, a fim de evitar o encharcamento das terras baixas (polders) localizados atrás.

Hidromorfismo designa em pedologia as alterações induzidas no solo pelo encharcamento permanente ou semipermanente e a consequente saturação do solo com água e o aparecimento de fenómenos de redução química no perfil do solo. O solo pode ser considerado encharcado quando está saturado de água durante a maior parte do tempo, de tal forma que a sua fase aérea é restrita, prevalecendo condições anaeróbias (hipóxia). Em casos extremos de encharcamento prolongado, ocorre anaerobiose, as raízes das mesófitas sofrem e a atmosfera redutora subsuperficial conduz a processos como a desnitrificação, a metanogénese e a redução dos óxidos de ferro e de manganês.

## Descrição
O encharcamento regular altera a geomorfologia dos solos e conduz ao aparecimento de características hidromórficas, como as típicas manchas ferruginosas (solos marmoreados) no corpo do solo e, nalguns casos, a formação de um horizonte do solo de redução com uma cor cinzenta a quase preta. Estes solos estão em geral associados a zonas de inundação permanente ou semipermanente que dão origem a paisagens com caraterísticas hidromorfológicas.
O alagamento do solo pode ser causado pela saturação do solo com água proveniente de qualquer das seguintes origens: (1) águas subterrâneas próximo da superfície; (2) águas estagnadas na superfície, ou próximo dela, devido à presença de camadas pouco permeáveis que impedem a infiltração; (3) águas acumuladas em zonas pantanosas devido à topografia, geralmente em depressões ou em vales sem drenagem; e (4) retenção prolongada de água do solo, levando ao encharcamento permanente ou pelo menos durante períodos alargados em cada ano.
Os solos que são regularmente encharcados por águas subterrâneas são resumidos como solos semi-terrestres. Os solos alagados e encharcados, por outro lado, pertencem aos solos terrestres. As classes de solos mais importantes com encharcamento são os gleissolos (gleys) e os pseudogleissolos (pseudogleys). Para além disso, estes solos encharcadiços também ocorrem em zonas pantanosas e nos solos aluviais.
As turfeiras não são solos encharcados neste sentido, antes formam uma divisão separada (solos de turfeira). Os solos de turfa e de pântano libertam constantemente dióxido de carbono para o ambiente. Para evitar que isso aconteça e reter o gás, as turfeiras são inundadas.
Todas as plantas, incluindo as plantas cultivadas, necessitam de ar (especificamente, oxigénio) para respirar, produzir energia e manter as suas células vivas. Na agricultura, o encharcamento normalmente impede o ar de chegar às raízes.
Com exceção do arroz (Oryza sativa), a maioria das culturas, como o milho e a batata, são altamente intolerantes ao encharcamento. As células das plantas utilizam uma série de sinais, tais como a concentração de oxigénio, hormonas vegetais, como o etileno, metabolismo energético e estado dos açúcares para se adaptarem à privação de oxigénio induzida pelo encharcamento. As raízes podem sobreviver ao encharcamento formando aerênquimas, induzindo o metabolismo anaeróbico e alterando a arquitetura do sistema radicular.
Para evitar as consequências negativas do encharcamento em solos cultivados ou para tornar os solos encharcados utilizáveis, são criadas estruturas de drenagem, como as valas de drenagem. Para uma drenagem eficaz, a rede de drenagem deve ser mais estreita nos solos do tipo pseudogley do que nos gleys.
Ao renaturalizar um habitat no caso de rios, pântanos e outras zonas húmidas, o encharcamento do solo pode ser deliberadamente provocado como uma medida ecológica. Como resultado, as árvores morrem na área alagada e o balanço hídrico do solo e da vegetação altera-se permanentemente.
Nos terrenos agrícolas de irrigados, o encharcamento é frequentemente acompanhado pela salinização do solo, uma vez que os solos encharcados impedem o lixiviação do sal importado pela água de irrigação.
Do ponto de vista da horticultura e jardinagem, o encharcamento é o processo pelo qual o solo endurece até ao ponto em que nem o ar nem a água conseguem passar.